# Mark D. Cole
Mark David Cole (* 30. Oktober 1972 in Darmstadt) ist Professor für Medien- und Telekommunikationsrecht an der Universität Luxemburg (seit 2007), Wissenschaftlicher Direktor des Instituts für Europäisches Medienrecht (EMR) in Saarbrücken (seit 2014) und Lehrbeauftragter für Medien- bzw. Wettbewerbsrecht in Mainz und Saarbrücken. Er ist ferner Co-Direktor des Instituts für Rechtsinformatik, Universität des Saarlandes, Saarbrücken, sowie Mitglied der beratenden Versammlung der Medienaufsichtsbehörde Autorité luxembourgeoise indépendante de l'audiovisuel (ALIA) und im Advisory Council des European Audiovisual Observatory des Europarates vertreten.

## Leben
Cole studierte von 1992 bis 1997 Rechtswissenschaften an der Johannes Gutenberg-Universität Mainz. Er legte 1998 das Erste und 2004 das Zweite juristische Staatsexamen jeweils mit Schwerpunkt Europarecht ab. Parallel dazu studierte Cole bis zur Zwischenprüfung Politikwissenschaften und Philosophie. 2003 promovierte er zum Dr. iur. (summa cum laude) an der Johannes Gutenberg-Universität Mainz über das Thema „Das Selbstbestimmungsrecht indigener Völker. Eine völkerrechtliche Bestandsaufnahme am Beispiel der Native Americans in den USA“. (Arbeit ausgezeichnet mit dem Forschungsförderpreis 2004 der Freunde der Universität Mainz e.V.).
Seit 2004 ist Cole Dozent für den Kurs „Europäisches Medienrecht“ im LL.M.-Weiterbildungsstudiengang „Medienrecht“ an der Johannes Gutenberg-Universität und dem Mainzer Medieninstitut. Er ist Mitglied des Landesprüfungsamts für Juristen Rheinland-Pfalz.
Seit 2009 ist er als Dozent für den Kurs „Europäisches Medienwettbewerbsrecht – Case Studies“ im LL.M.-Studiengang „Europäisches und Internationales Recht“ am Europa-Institut der Universität des Saarlandes, Saarbrücken, tätig.
An der Universität Luxemburg ist Cole neben der Professur an der Fakultät für Rechts-, Wirtschafts- und Finanzwissenschaften (FDEF) u. a. Studiendirektor für den „Master in Space, Communication and Media Law (LL.M.)“, Fakultätsmitglied im „Interdisciplinary Centre Security, Reliability and Trust (SnT)“ und Mitglied im Fakultätsrat der FDEF sowie Affiliate Professor am Institute of Digital Ethics.
Er war für die Periode 2020–21 vom Europarat in das Committee of Experts on Media Environment and Reform (MSI-REF) berufen worden. Am 8. März 2023 wurde er von der Rundfunkkommission der Länder als eines von acht Mitgliedern in den Rat für die zukünftige Entwicklung des öffentlich-rechtlichen Rundfunks (Zukunftsrat) berufen, welcher am 18. Januar 2024 seine Vorschläge und Empfehlungen an die Länder übergeben hat.
Seine Forschungs- und Publikationsschwerpunkte betreffen europäisches und vergleichendes Medienrecht in der gesamten Bandbreite vom Rechtsrahmen für traditionelle Medien über Regulierungsfragen für das Internet bis hin zu Datenschutz-, Urheberrecht und Cyberlaw. Ein Forschungsschwerpunkt liegt auf der EU-Richtlinie für Audiovisuelle Mediendienste und dem Rechtsrahmen des EU Digital Single Market.
Er ist Mitherausgeber/-autor der Werke „Heidelberger Kommentar zum Rundfunkstaatsvertrag/Jugendmedienschutzstaatsvertrag“, „Europäisches und Internationales Medienrecht“, „Handbuch Medienrecht – Recht der elektronischen Massenmedien“ und der in Vorbereitung befindlichen Kommentare zur „AVMSD“ und der „DSGVO“ sowie Verfasser zahlreicher Beiträge zum Medienrecht in Deutsch, Englisch und Französisch; Gründungs- und Mitherausgeber der Zeitschriften European Data Protection Law Review (EdpL) und der neuen UFITA – Archiv für Medienrecht und Medienwissenschaft, ferner Mitherausgeber von Revue du Droit des Technologies de l'Information (R.D.T.I.), International Journal of Law and Information Technology (IJLIT), Schriftenreihe des Instituts für Europäisches Medienrecht (EMR) und der Reihe EMR/Script.
Cole publiziert und gibt Vorträge auf internationalen Konferenzen in zahlreichen Europäischen Staaten und den USA zu Themen des Medien-, Informations- und Kommunikations-, Datenschutzrecht ebenso wie Völker- und Europarecht. Er berät regelmäßig als Experte öffentliche Einrichtungen auf EU und nationaler Ebene.

## Mitgliedschaften
- Fakultätsmitglied im Interdisciplinary Centre Security, Reliability and Trust (SnT) der Universität Luxemburg
- Wissenschaftlicher Direktor des Instituts für Europäisches Medienrecht, Saarbrücken
- Co-Direktor des Instituts für Rechtsinformatik, Universität des Saarlandes, Saarbrücken
- Mitglied des Studienkreis für Presserecht und Pressefreiheit e.V.
- Mitglied der beratenden Versammlung der Medienaufsichtsbehörde ALIA (Autorité luxembourgeoise indépendante de l'audiovisuel)
- Advisory Council des European Audiovisual Observatory des Europarates

## Veröffentlichungen (Auszug)
- Mitherausgeber/-autor: Handbuch Medienrecht – Recht der elektronischen Massenmedien. 2. Auflage. Verlag Recht und Wirtschaft, Frankfurt am Main 2011, ISBN 978-3-8005-1512-7.
- Udo Fink, Mark D. Cole, Tobias O. Keber: Europäisches und Internationales Medienrecht. C.F. Müller, Heidelberg 2008, ISBN 978-3-8114-4064-7.
- Note d’observations, “Roj TV” entre ordre public et principe du pays d’origine. In: Revue du Droit des Technologies de l'Information. Band 47, 2012, S. 50–61.
- Luxembourg, Country report. In: European Parliament/DG for Internal Policies – Policy Dept. C Citizen’s Rights and Constitutional Affairs (Hrsg.): The The Citizens' Right to Information - Law and Policy in the EU and its Member States. Brüssel 2012, S. 465–480.
- Review of the EU Telecommunications Framework and its Impact on the Frequency Management. In: M. Hofmann (Hrsg.): International Regulations of Space Communications. Current Issues. Larcier, 2013, ISBN 978-2-8044-5527-9, S. 137–160.
- Europäische und globale Regulierungsansätze. In: Marc Jan Eumann u. a. (Hrsg.): Medien, Netz und Öffentlichkeit – Impulse für die digitale Gesellschaft. Klartext, Essen 2013, ISBN 978-3-8375-0931-1, S. 395–405.
- Aktuelle Entwicklungen im europäischen Datenschutzrecht. In: Kritische Vierteljahresschrift für Gesetzgebung und Rechtswissenschaft. Band 97, Nr. 1, 2014, S. 5–9.
- Mark D. Cole, Franziska Boehm: EU Data Retention. Finally Abolished? Eight Years in Light of Article 8”. In: Kritische Vierteljahresschrift für Gesetzgebung und Rechtswissenschaft. Band 97, Nr. 1, 2014, S. 58–78.